# Orenco IL-1
Orenco IL-1 (Orenco Model E2) – amerykański samolot szturmowy z lat 20. XX wieku zaprojektowany w zakładach Orenco na zamówienie United States Army Air Service (USAAS).  Był to opancerzony, jednosilnikowy dwupłat o klasycznej konstrukcji.  Zbudowano dwa egzemplarze, samolot nie został przyjęty do służby z powodu niezadowalających osiągów.

## Tło historyczne
Pod koniec I wojny światowej w niemieckich siłach powietrznych Luftstreitkräfte stworzono specjalne dywizjony znane jako Schlachstaffeln, których zadaniem było atakowanie i ostrzeliwanie żołnierzy nieprzyjaciela na ziemi.  W roli samolotów bliskiego wsparcia powietrznego używano takich myśliwców jak Halberstadt CL.II i V, Hannover CL.III oraz specjalnie zaprojektowany do tego typu zadań samolot - Junkers J 1.  Rewolucyjny J 1 był jednym z pierwszych samolotów o konstrukcji całkowicie metalowej, a jego załoga i silnik były chronione pięcio-milimetrową blachą pancerną.  Armia niemiecka wypracowała doktrynę bardzo bliskiej współpracy z samolotami Schlachstaffeln co w późniejszym czasie zaowocowało opracowaniem teorii blitzkriegu i bardzo bliskiej współpracy lotnictwa i sił lądowych.   Brytyjczycy także zdawali sobie sprawę ze znaczenia bliskiego wsparcia lotniczego dla żołnierzy na ziemi, do tego celu używano początkowo myśliwców Sopwith Camel, Royal Aircraft Factory S.E.5 oraz Bristol F.2 Fighter, a w późniejszym czasie nieudanego i niepopularnego de Havilland D.H.5 oraz opancerzonego Sopwith Salamander, który jednak dotarł do jednostek zbyt późno aby mógł wziąć udział w wojnie.
Stworzeniem podobnych dywizjonów zainteresował się także United States Army Air Service.  Już po wojnie ówczesny jeszcze pułkownik „Billy” Mitchell poświęcił temu zagadnieniu rozdział „Organization and Employment of Attack Squadrons” w jego monografii Provisional Manual of Operations of Air Units, problem zajął się też podpułkownik William C. Sherman w opracowaniu Tentative Manual for the Employment of Air Service.  W 1921 Mitchell zorganizował pierwszy amerykański dywizjon bliskiego wsparcia powietrznego, 3rd Attack Group, opisując zasady jego działania:

W ataku, dywizjony wsparcia powietrznego działają nad własnymi siłami lądowymi i za linią frontu, neutralizując ogień piechoty i artylerii nieprzyjaciela.  W obronie, obecność samolotów wsparcia powietrznego daje znak własnej piechocie, że dowództwo robi wszystko aby pomów ciężko walczącym żołnierzom i podejmuje wszystkie środki aby ich wspomagać w walce

W czasie wojny improwizowane amerykańskie dywizjony szturmowe używały samolotów DH.4, ale jeszcze przed sformowaniu 3rd Attack Group zdecydowano, że powinien on zostać wyposażony w specjalnie zaprojektowane do tego celu samoloty szturmowe.
Na zamówienie Armii powstało wówczas kilka nieudanych konstrukcji, wielosilnikowe samoloty Boeing GA-1 i Boeing GA-2, jednosilnikowy Aeromarine PG-1, a także jako prywatna inicjatywa, interesujący ale równie nieudany, Junkers-Larsen JL-12 o całkowicie metalowej konstrukcji i uzbrojony w 28 pistoletów maszynowych oraz właśnie Orenco IL-1.
Samolot został zaprojektowany w krótkoistniejącej wytwórni lotniczej Orenco (Ordnance Engineering Corporation) założonej w 1916, nosił wewnętrzne oznaczenie Model E2.

## Historia
Dwa egzemplarze samolotu zostały zamówione 26 stycznia 1920.  Był to jedyny samolot USAAS typu VII, a zarazem jedyny noszący oznaczenie „IL” (Infantry Liaison, dosłownie „współpracy z piechotą”).  Samoloty otrzymały numery seryjne 63273 i 63274.  Po dostarczeniu do bazy McCook Field zostały oznaczone także jako Project Number P147 i Project Number P168.  Program testowy który rozpoczął się 21 marca 1921 wykazał, że samoloty były zbyt ciężkie i miały niezadowalające osiągi.  Jeden z samolotów, Project Number P168, przetrwał do 1926.
Współczesne źródła nie wspominają czy obydwa samoloty były identyczne.  Według artykułu prasowego z 1920 w zakładach Orenco w tym czasie powstały dwa samoloty, Model E i Model E2, o bardzo podobnych osiągach.  Model E jest określony jako armoured fighter („opancerzony myśliwiec”), a model E2 właśnie jako infantry liaison.  Możliwe jest, że USAAS przekazano te dwa samoloty, a nie dwa egzemplarze modelu E2.

## Konstrukcja
Orenco IL-l był jednosilnikowym dwupłatowcem o konwencjonalnej konstrukcji.  Zewnętrznie przypominał Airco DH.4B, ale w odróżnieniu od samolotu Airco miał dwa rzędy rozpórek (dwupłat dwukomorowy), skrzydła samolotu miały ten sam profil lotniczy typu RAF-15.  Załogę samolotu stanowiły dwie osoby - pilot i obserwtor/strzelec, uzbrojony był w pojedynczy karabin maszynowy kalibru 12,7 mm strzelający do przodu i ruchomy, podwójnie sprzężony karabin maszynowy Lewis obsługiwany przez strzelca/obserwatora.  Jednostkę napędową samolotu stanowił silnik rzędowy typu Liberty L-12 o mocy 400 KM.
W tabeli podano dane techniczne i osiągi modeli E i E2 według ówczesnych informacji prasowych, w nawiasach podano dane pochodzące z innych źródeł.
|                                               | Orenco Model E | Oernco Model E2 |
| --------------------------------------------- | -------------- | --------------- |
| Rozpiętość skrzydeł (m)                       | 13,71          | 14,02           |
| Powierzchnia skrzydeł (m2)                    | 51,74          | 55,74           |
| Długość (m)                                   | 8,71           | 9,32 (9,75)     |
| Wysokość (m)                                  | 3,09           | 3,60 (3,58)     |
| Masa własna (kg)                              | 1855           | 1554 (2012)     |
| Masa startowa (kg)                            | 2544           | 2288 (2579)     |
| Prędkość maksymalna na wysokości morza (km/h) | 193            | 209 (172)       |